# Groupe de Bleau
Pour les articles homonymes, voir GDB.

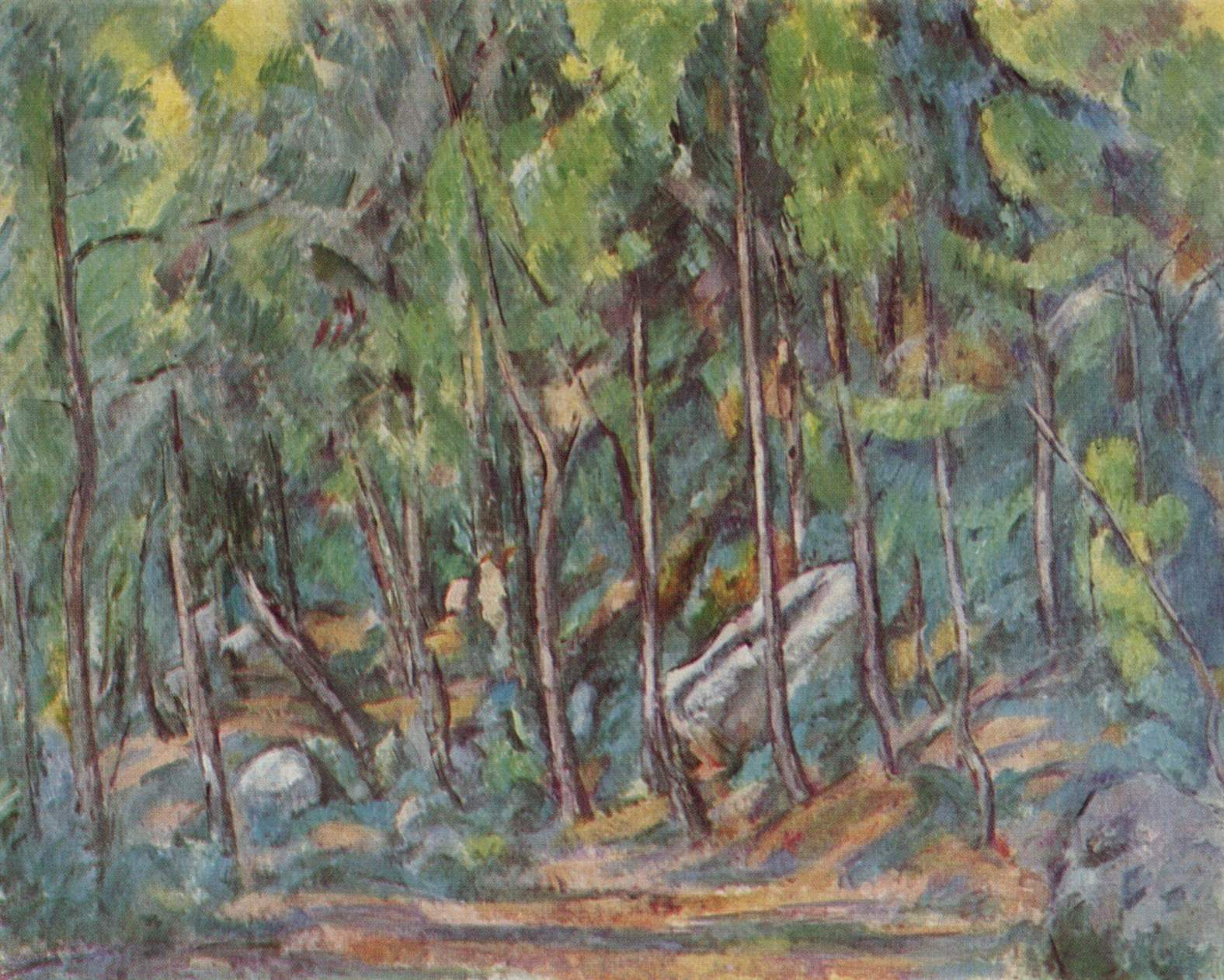
Dans la forêt de Fontainebleau, Paul Cézanne, 1879-1882

Le groupe de Bleau (ou GDB ou Bleausards) désigne le principal groupe de jeunes alpinistes parisiens qui, dans les années 1920-1930, allaient les dimanches faire de l'escalade sur les rochers de la forêt de Fontainebleau faute de pouvoir s'entraîner sur de vraies montagnes.
Dès cette époque, il existait plusieurs groupes de grimpeurs à Fontainebleau. Mais, les grimpeurs étant peu nombreux à cette époque, les groupes furent amenés à souvent se croiser puis à se mélanger au gré des amitiés.

## Débuts de l'escalade à Bleau: les Rochassiers

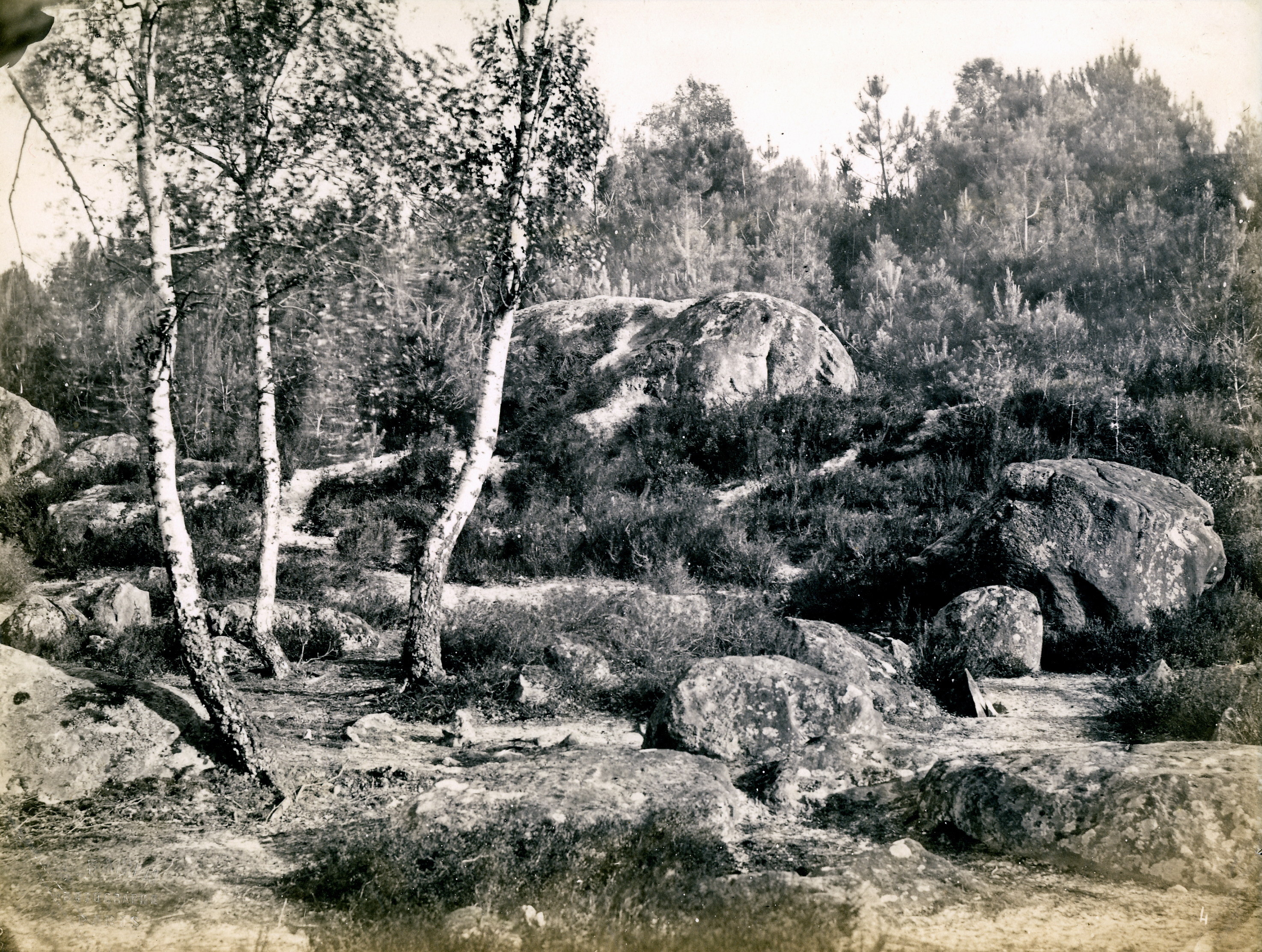
La Forêt de Fontainebleau vers 1874

Dès la fin du XIXe siècle, des alpinistes isolés ont dû parcourir les rochers. La plus ancienne mention d'escalade à Bleau se trouve dans l'annuaire du Club Alpin de 1910, qui raconte une excursion à l'occasion du congrès international d'Alpinisme lors de l'exposition universelle de 1900 « les bois de Larchant où se dressent d'énormes rochers à pic, qui se trouvent précisément être le champ d'exercice habituel de la section de Paris. Quelques-uns d'entre eux ont de douze à quinze mètres de hauteur et leur ascension est un petit tour de force rendant nécessaire l'usage de la corde ».
Le CAF organise des sorties de classe en forêt de Fontainebleau appelées « caravanes scolaires ». C'est dans ce cadre qu'en 1907 apparaît l'informel Groupe des Rochassiers, une dizaine à une vingtaine de personnes, dont les leaders sont des étudiants un peu plus âgés : Pierre Le Bec, André Jacquemart et surtout Jacques Wehrlin : « Le groupe des Rochassiers ne possédait ni statuts, ni secrétaire, ni trésorier, puisqu'il n'y avait pas de cotisation. Pour en faire partie, il suffisait d'appartenir au CAF et d'être fanatique des courses en montagne. Il n'existait pas de direction, mais tous reconnaissaient l'autorité de la cordée Wehrlin, Le Bec, Jacquemart. ». Parmi les autres membres on trouve Paul Chevalier, Maurice Damesme, Mignot, Louis Prestat, et Pierrefeu. Le groupe va grimper le dimanche, en prenant généralement le train du samedi soir pour le site du Cuvier (d'abord le rempart et la Merveille, puis le Cuvier-Châtillon), depuis la gare de Bois-le-Roi ou aux plus éloignés rochers de Larchant. Vers 1908-1909, ils explorent partiellement la forêt des Trois Pignons, bien plus boisée alors qu'après les incendies de 39-45. Les Rochassiers sont pour la plupart des lycéens étudiants issus de la bourgeoisie parisienne. « On grimpait avant 14 avec un chapeau, une cravate, une chemise, une veste et un pantalon et des chaussures à clous ».
En 1908 Wehrlin ouvre la fissure qui porte son nom au Bas-Cuvier (coté aujourd'hui III).
En 1913, ils sont rejoints par Tom et Jacques de Lépiney (17 ans). Ce dernier introduit l'usage des espadrilles à semelle de corde, bien plus pratique sur les dalles que les chaussures à clous. Il ouvre ainsi en 1914 le premier IV, la Prestat, une fine fissure dans une dalle, au Bas Cuvier (Prestat ayant promis une bouteille de champagne au premier qui la gravirait), et fait la première sans corde des 12 m de l'Arête de Larchant (III) de la Dame Jeanne, le plus haut rocher de la forêt.
La guerre de 1914-1918, pendant laquelle la plupart des jeunes grimpeurs sont mobilisés, interrompt les activités. Wehrlin est tué, et Chevalier gravement blessé.
En 1919 Jacques de Lépiney et Paul Chevalier, membres des Rochassiers, et Paul Job fondent le Groupe de haute montagne (GHM).

## Membres

### Bobi Arsandaux
Le groupe de Bleau (GDB) est fondé en 1924 par la génération qui succède aux Rochassiers, ceci avec une certaine organisation (des conditions d'adhésion, un bulletin au ton humoristique). Il durera jusqu'à la Seconde Guerre mondiale. Son principal animateur est d'abord Bobi Arsandaux, l'un des meilleurs grimpeurs de sa génération, mort jeune en montagne. En 1931, ses amis du Groupe de Bleau érigent en sa mémoire le refuge Bobi Arsandaux à l'Envers des Aiguilles de Chamonix. Parmi les membres on trouve Marcel Ichac, Pierre Chevalier, Jean Deudon, Raymond Gaché, Alain Le Ray, Jacques Boell, Jean Carle, Guy Labour, etc. Plus tard, ce sera Pierre Allain (officiellement admis en 1933[réf. souhaitée]) qui sera la référence technique du groupe.

### Pierre Allain
Pierre Allain et son compagnon de cordée Robert Latour apprennent de Maurice Paillon en 1929 « que l'on grimpe à Fontainebleau sur de petits rochers que fréquentent quelques initiés ». Avec Guy Poulet, René Ferlet et Jacques Poincenot.
Avec Raymond Leininger, en 1935 la face sud de la Meije et la face nord des Drus. 1936 première expédition française en Himalaya : tentative au Hidden Peak (Allain, Jean Leininger, Marcel Ichac, Jean Carle, Jean Deudon).

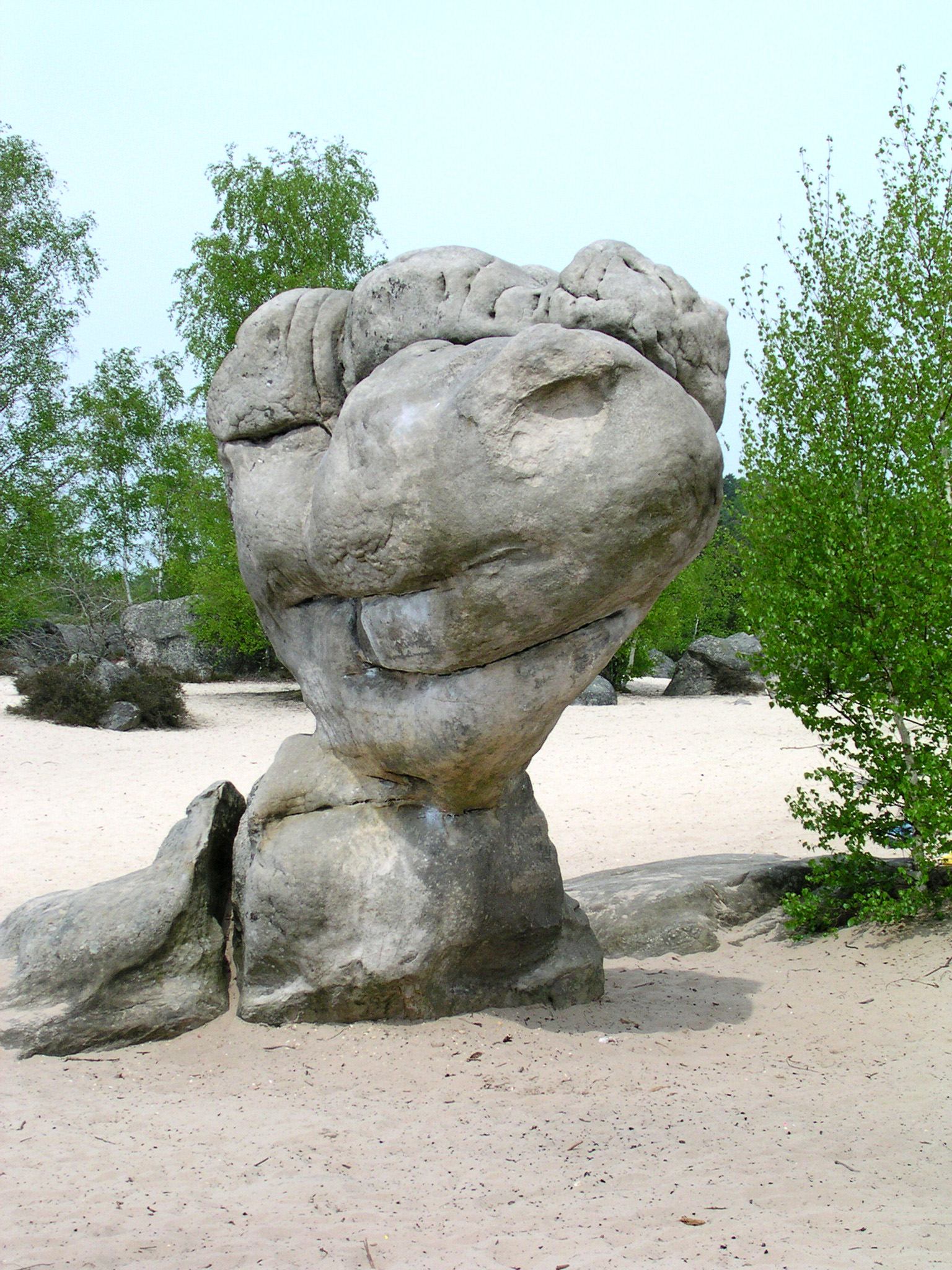
Le Bilboquet au milieu des sables du Cul-de-Chien

L'escalade aux Trois Pignons se développe un peu dans les années 1930.
Pendant la Seconde Guerre mondiale, des maquisards s'installent dans la forêt des Trois Pignons, utilisant les auvents rocheux comme bivouacs et caches pour les armes qu'ils s'y font parachuter. L'armée allemande fait brûler les deux tiers de la forêt en 1943, ce qui donnera les paysages « typiques » des sables du Cul-de-Chien. Mais selon le grimpeur Maurice Martin (auteur du premier topo du Cuvier en 1945, avec relevé des blocs) en 1947 : « Ceux qui ont connu la région des Trois Pignons il y a quelques années ne peuvent y revenir sans évoquer, avec regret et amertume, cette mer de forêt qui les y attendait ; ils ne peuvent oublier cette épaisse couche de mousse où l'en s'enfonçait à mi-jambe... mais après les années 1943-1945, à part quelques rares bosquets, partout le désert, le sable à nu, les souches calcinées. »
- 1934 : la Fissure des alpinistes à l'Envers d'Apremont : premier V par Pierre Allain
- 1935 : l'Angle Allain au Cuvier-Rempart 5c avec les premiers chaussons d'escalade
- 1938 : la Paillon (4c) par Hughes Paillon au Bas-Cuvier : une des premières voies taillées

### Cuvier Academic Club

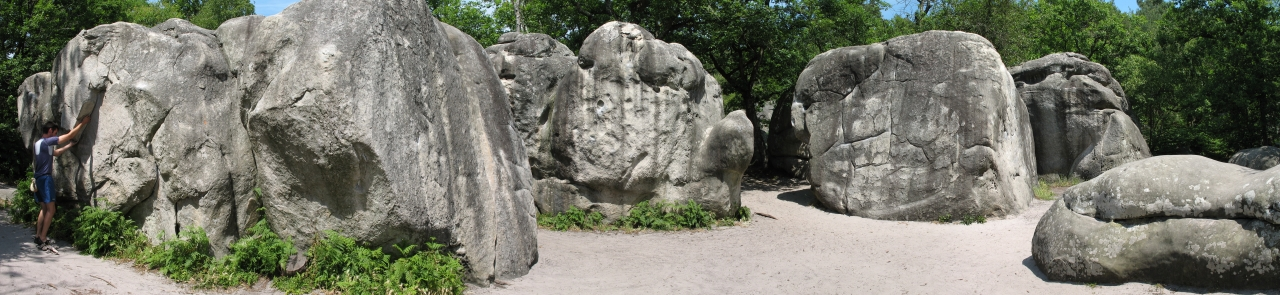
La place du Cuvier

En 1945, le Cuvier Academic Club (CAC) prend la relève sous l'impulsion de Pierre Allain et René Ferlet. En février 1945 no 1 du Bleausard. Informations de Bleau et d'ailleurs. Une classification des grimpeurs y est faite :
- 0 : Matthieu
- 1er degré : Lamentable débris
- 2e degré : Pauvre Corniaud
- 3e degré : Tendre espoir popoffiste
- 4e degré : Honorable grimpeur
- 5e degré : Puissant Seigneur du gratton
- 6e degré : Vénéré Maître, très pure lumière du rocher

1946 : La Marie-Rose premier 6a par René Ferlet au Cuvier, répétée juste après par Allain.
Pierre Allain, Guy Poulet, René Ferlet et Jacques Poincenot font la troisième de la Walker en 1946 : « Il me souvient, par ailleurs, que certains marcheurs randonneurs, contempteurs des « forçats du Cuvier » car tel est le titre que ces messieurs nous donnent, pronostiquaient gravement que Fontainebleau n'était pas de la montagne (révélation vraiment inattendue !) et que le principal était de savoir abattre de nombreux kilomètres afin de prouver une résistance digne des plus grandes performances alpines. Las ! Par une malchance insigne, l'avenir devait démentir catégoriquement pareille assertion. Les bleausards, dont la sainte horreur, bien connue, des marches d'approche va même jusqu'à la préoccupation d'éliminer, chaque dimanche, par n'importe quel moyen, le modeste trajet Bois-le-Roi-Cuvier, devaient se montrer d'une endurance remarquable en haute montagne, alors que lesdits marcheurs randonneurs -- sauf erreur -- ne montrèrent pas cette année-là le bout de leur nez dans le massif ! Mais une polémique ayant déjà été engagée à ce sujet dans l'honorable organe le Bleausard, nous arrêterons là ces considérations inintelligibles aux non-initiés. » En 1948, Pierre Allain commercialise les premiers chaussons d'escalade, qu'il avait conçus et bricolés dans les années 1930, les P.A. qui seront utilisés par les grimpeurs jusque dans les années 1970. Celles-ci seront concurrencées par les EB (initiales d'Édouard Bourdonneau), à leur tour détrônés par la « gomme espagnole » ou gomme résinée.
En 1947, Fred Bernick trace les premiers circuits fléchés au Cuvier-Rempart (le rouge AD et le jaune D). Pierre Allain dénombre alors 500 voies au Cuvier, « dont un tiers de réellement difficiles ».
En 1949, Pierre Allain publie Alpinisme et compétition, qui aura une influence considérable. Dans son dernier chapitre, il explique tout ce que l'escalade à Fontainebleau a apporté aux alpinistes parisiens, privés de falaises d'entraînement. La recherche de la difficulté pure, par la répétition des passages et l'absence de risque de chute leur permettant d'« acquérir des qualités de grimpeur supérieures à ce que peut donner toute autre grande école d'escalade » , cela étant un atout en montagne, pourvu qu'ils aient par ailleurs les autres qualités d'alpinistes nécessaires. « Et puis à dire vrai, ce n'est pas uniquement en vue des courses en montagne que nous allons à Bleau et que nous y grimpons, c'est même surtout parce que nous en faisons un jeu qui passionne en lui-même. [...] Si, sortant des « classiques », on s'aventure jusqu'à essayer un des « derniers grands problèmes du Cuvier », et qu'après bien des « buts », l'un d'entre nous triomphe de cette prestigieuse première de quatre ou cinq mètres, il est momentanément aussi fier que s'il venait de réussir quelque nouvel itinéraire sur les flancs d'un grand sommet des Alpes. Et ses camarades de s'exciter pour la deuxième, la troisième, etc. ».

### Années 1950
En 1952 est créé le Groupe alpin populaire (GAP), première section Montagne FSGT. Le Club olympique de Billancourt (COB) une section sportive constituée par le comité d’entreprise RENAULT proche de la FSGT apparaît dans le même temps. Robert Paragot et Lucien Bérardini en sont membres. En 1954 la face sud de l'Aconcagua est conquise avec Robert Paragot, Lucien Bérardini, Guy Poulet et René Ferlet.
En 1950 Paul Jouy ouvre la Stalingrad (6b) et le Carré d'as (6b/c) ; en 1952 Michel Dufranc fait le 4e angle (6c) ; en 1953 Robert Paragot ouvre la Joker, cotée alors 6f, aujourd’hui cotée 7a.
L'alpiniste René Desmaison était également bleausard à cette époque.
L'amitié des membres du Groupe de Bleau de 1924-1939, née dans les premières années du siècle, a traversé les générations. Des réunions des anciens se tenaient encore dans les années 1980, 1990.

## Rôle dans l'histoire de l'alpinisme
Le groupe de Bleau et ses émules a joué un rôle non négligeable dans l'histoire de l'alpinisme :

### Pionniers des loisirs de plein air
Il s'agit d'un groupe de pionniers, qui a posé les fondations de la varappe et du camping à Fontainebleau (Raymond Gaché a dirigé la Fédération française de camping), activités désormais bien établies. On les prenait à l'époque pour des anarchistes (il leur arrivait seulement de mettre un peu de pagaille dans le train Paris-Fontainebleau). Sans oublier la présence de femmes, d'où plusieurs mariages (dont ceux de Marcel Ichac, Pierre Chevalier et Régis Artru avec les sœurs Gabrielle, Elisabeth et Raymonde Lartigue).

### Alpinistes de haut niveau
La forêt de Fontainebleau était le terrain d'entraînement des alpinistes parisiens qui comptaient parmi les meilleurs de leur génération à commencer par Pierre Allain. La moitié des dix membres de la première expédition française en Himalaya (Karakoram en 1936) est issue du Groupe de Bleau : Pierre Allain, Jean Deudon, Marcel Ichac, Jean Leininger, Jean Carle. Sans oublier l'expédition préparatrice au Caucase en 1934.

### Pionniers de l'alpinisme sans guide
C'est particulièrement du sein du groupe de Bleau qu'est sorti le mouvement de l'alpinisme sans-guide, ces jeunes gens de l'entre-deux-guerres qui osèrent, parmi les premiers, s'aventurer en haute montagne sans les guides de haute montagne professionnels.

### Pépinière d'innovations
Les membres du groupe de Bleau, attachés à vaincre de « petits » rochers, ont pu plus se concentrer sur les difficultés techniques d'escalade à résoudre que lors de grandes courses de haute montagne. « Les essais peuvent se multiplier, s’étaler sur des années jusqu’au succès qu’on doit à une position de supplicié, au concours d’un hiver sec et d’une puissance accrue de l’épaule, parfois à une jetée, à une allonge ou à un écart de danseuse, à un angle très précis dans la flexion d’une phalange. ». Ainsi, « Nulle part ailleurs, écrira Raymond Leininger – et ce fut longtemps vrai – on n’a poussé la technique du rocher aussi loin. ». Les membres du GDB jouent donc un rôle essentiel dans l'innovation des techniques d'alpinisme (et par contrecoup de la spéléologie) :
- Henri Brenot invente le bloqueur sur corde lisse, ou « singe » (1934), qui servira notamment à Pierre Chevalier pour l'exploration de la Dent de Crolles.
- Pierre Allain invente la veste en duvet (1931), le mousqueton en alliage léger et asymétrique (1933), le chausson d'escalade PA (1935), le descendeur pour remplacer le rappel au corps (1943), le décrocheur de corde[20].
- Pierre Chevalier, ingénieur, invente la corde en nylon (1943).
- Marcel Ichac invente le cinéma de montagne documentaire à partir de 1934 puis le cinéma de spéléologie en 1943.

### Pionniers de la spéléologie
Les amis du groupe de Bleau ont également compté parmi les fondateurs de la spéléologie moderne (Pierre Chevalier, Jean Deudon…). C'est ce groupe d'amis qui a donné naissance au Spéléo-club de Paris et au Ski-club alpin parisien (Scap).
Dans les années 1930, le groupe de Bleau a également compté la présence de :
- Alain Le Ray, futur chef militaire du maquis du Vercors
- Jacques Boell, écrivain de montagne et son frère
- Raymond Gaché, spéléologue, futur secrétaire général de la fédération de camping
- Marcel Prettre, chimiste célèbre
- le jeune Jacques Ertaud, amené par son tuteur Raymond Gaché dans les années 1940 probablement

#### Livres
- Pierre Allain, Alpinisme et compétition, Éditions Guérin, 30 avril 1999, 350 p. (ISBN 978-2-911755-30-9)
- Olivier Hoibian, Les alpinistes en France, 1870-1950 : une histoire culturelle, L'Harmattan, coll. « Espaces et temps du sport », 2000, 338 p. (ISBN 978-2-7475-0031-9), « Le GDB », p. 209-219
- Gilles Modica, Pierre Allain, pure lumière du rocher, Grenoble, Édition de la Bibliothèque municipale de Grenoble, 1999, 47 p. (ISBN 978-2-900293-28-7)
- Sylvain Jouty, Bleau — la forêt de Fontainebleau et ses rochers, Paris, Acla, 1981, 179 p. (ISBN 978-2-86519-018-8)
- Yves Ballu, L'impossible sauvetage de Guy Labour, Grenoble, Glénat, 2010, 271 p. (ISBN 978-2-7234-7451-1)

#### Articles
- Collectif, Bulletins du Groupe de Bleau, vers 1934-1937
- G. Beaux, « La belle époque des bleausards », Alpi-Rando, no 152,‎ 1992
- Agnès Couzy, « A l'aube de Bleau - entretien avec Étienne Jérôme », Alpi-Rando, no 124,‎ 1989 « Si Bleau m'était conté (extrait de l'entretien) »
- Roland Truffaut, « L'escalade à Fontainebleau de 1930 à 1960 », Montagne et alpinisme, no 4,‎ 1977